# Bennebroek
Bennebroek (anhörenⓘ) war eine Gemeinde im Süden der niederländischen Provinz Nordholland. Das Gemeindegebiet umfasste eine Fläche von 1,79 km². Damit war Bennebroek zum Zeitpunkt der Auflösung auf die Fläche bezogen die kleinste Gemeinde der Niederlande. Am 1. Januar 2009 wurde Bennebroek in die Gemeinde Bloemendaal eingegliedert. Im Ort leben heute 5.410 Einwohner (Stand: 1. Januar 2024).